# Sławomir Janicki (muzyk)
Sławomir Janicki – kontrabasista, jeden z założycieli i szefów bydgoskiego Klubu Mózg.
Na początku lat 90. XX w. współtworzył grupę „Trytony” w Bydgoszczy razem z Tomaszem Gwincińskim i Jackiem Buhlem. Fonograficznym śladem tamtego okresu są dwie płyty: „Tańce bydgoskie” i „Zarys matematyki niewinnej”. Trzy kolejne płyty nagrał z Formacją Jerzego Mazzola „Arhytmic Perfection”: „a”, „Out to lunch” i „Rozmowy s catem”. Jego udział w tych nagraniach został wysoko oceniony. Podobne walory instrumentalisty-improwizatora zaprezentował na płycie „From the beginning to the end”, jaką nagrał w 2003 r. z zespołem Mazzola „Arhytmic Brain” (Mazzol, Janicki, Majewski).
W 1994 r. wraz z Jackiem Majewskim był założycielem klubu muzycznego „Mózg” w Bydgoszczy, którym kieruje (w 2005 r. Jacek Majewski wycofał się ze względów zdrowotnych). W klubie Mózg jest organizatorem wielu niekonwencjonalnych imprez muzycznych, plastycznych i teatralnych.